# Heartbreak Hotel
«Heartbreak Hotel» es una canción de blues interpretada por Elvis Presley, quien también participó en la composición de la misma, con el acompañamiento musical de Bill Black (bajo), Scotty Moore (guitarra), DJ Fontana (batería), Floyd Cramer (piano) y el mismo Elvis en la guitarra rítmica, como los principales músicos de apoyo. Fue grabada en enero de 1956 en Nashville y lanzada como un sencillo con la canción "I Was the One" como cara B el 27 de enero de 1956. "Heartbreak Hotel" se convirtió en el primer disco pop n.º 1 de Elvis y fue el sencillo más vendido de 1956.
Por otra parte la canción constituyó uno de los primeros blues grabados por un cantante blanco y a la vez una de las primeras interpretaciones de Elvis en ese estilo más homogéneo   ya que con anterioridad, los temas oriundos del blues que Elvis grabase para la compañía Sun Records como That's all right o Milcow boogie blues  habían sido dentro del género que él mismo desarrollase conocido como rockabilly. 

## Historia de la canción
Esta fue la segunda canción grabada por Elvis en la RCA Victor, durante su sesión de debut en el edificio 1525 de McGavock en Nashville, en ese momento propiedad de la United Methodist Television, Radio and Film Commission el 10 de enero de 1956. Elvis había seleccionado la canción para grabarla. Ya antes le había prometido al coescritora Mae Boren Axton que la querría para grabarla. Llegó al estudio con la canción lista para grabar sin el aporte de RCA. Aunque el productor Steve Sholes estaba preocupado, grabó la canción con la fe de que Elvis sabía lo que estaba haciendo. La mayoría de los demás en RCA Víctor creían que fue un error, sobre todo después de escuchar que al terminar la grabación sonaba como las anteriores de Elvis en Sun Records. 
El 11 de febrero de 1956, Presley presentó la canción en vivo en el programa de televisión de la CBS, Stage Show, protagonizado por Tommy y Jimmy Dorsey, el 11 y 24 de marzo, y en su tercera (y última) aparición en The Ed Sullivan Show, también de la CBS, el 6 de enero de 1957. Acumulado para los espectadores de estos espectáculos de televisión en promedio más de 65 millones de dólares.
La canción es un ejemplo de la forma de verso sencillo basado en el blues de ocho líneas de progreso. Fue escrita por Thomas Durden, entonces guitarrista en Smiling Jack Herring and his Swing Billies, y Mae Boren Axton, una profesora del Dupont Jr.-Sr. High School, en Jacksonville, Florida, y la madre del cantante, compositor y actor Hoyt Axton. Ella era una publicista para Hank Snow, quien era dirigido por el Coronel Tom Parker, quien también dirigió a Elvis Presley. 
Elvis Presley le realizó arreglos y modificaciones a la composición recibiendo crédito de cocompositor por su contribución al lanzamiento final. En una entrevista, Durden admitió que no conocía la canción después de Elvis que le había hecho los cambios en el estudio, incluyendo cambios en el ritmo, fraseo, las letra y sonido en general. 
Cuando los directivos de la compañía RCA escucharon la versión definitiva de Elvis, unánimemente dijeron "No podemos sacar esto" pensando en que nadie se divertiría escuchando acerca de un suicidio, pero había algo en Presley, en su forma de llevar adelante la letra que evidentemente sedujo a todo el mundo, incluyendo a los mismos directivos. 

## Estado de la canción en las listas
"Heartbreak Hotel" fue no. 1 por 8 semanas en el Billboard Pop Singles Chart cuando se lanzó en 1956 en RCA Records, alcanzando el lugar. 1 de las cuatro listas de sencillos del Billboard Pop. El lanzamiento fue no. 1 durante 17 semanas en la lista de Billboard y llegó a no. 3 en el Rhythm & Blues Billboard Chart. En el Reino Unido, el sencillo alcanzó posicionarse en el Top 10 del UK Chart. En 2006, más de 50 años después de su lanzamiento inicial, "Heartbreak Hotel" volvió a ser no. 1 en el Billboard Hot Singles Sales Chart cuando se volvió a publicar. El lado B, "I Was the One", no llegó a ninguna. En 1982, "I Was the One" fue relanzado y llegó a no. 92 de la lista de Billboard. 
Según el sitio agregador de listas Acclaimed Music, es la 15.ª canción más aclamada por los críticos de todos los tiempos. "Heartbreak Hotel" fue puesta en el #45 en la lista de Rolling Stone de las 500 mejores canciones de todos los tiempos y fue incluida en el Salón de la Fama del Grammy.

## Letra
La letra es una metáfora sobre el estado anímico de aquellos hombres a los que sus parejas los han abandonado. Los versos por lo tanto giran en torno a la hipotética situación de un deprimido joven al que su chica lo dejó y ya no siente deseos de seguir viviendo.y encuentra un nuevo lugar para vivir al que llama "el hotel de los corazones destrozados". Es un lugar al que el desdichado solitario alega que está siempre repleto de gente, pero aún cuenta con alguna habitación donde los desdichados amantes van a llorar en la oscuridad.                                                     
Well, since my baby left me                                                    
Well, I found a new place to dwell
Well, it's down at the end of Lonely Street
At Heartbreak Hotel
Where I'll be, I'll be so lonely, baby
Well, I'm so lonely
I'll be so lonely, I could die

Although it's always crowded
You still can find some room
For broken hearted lovers
To cry there in their gloom
Be so, they'll be so lonely, baby
They get so lonely

They're so lonely, they could die

En todo momento el narrador hace mención que está tan solo que podría morir. La atmósfera que él describe es realmente deprimente donde el botones no para de llorar y el recepcionista va vestido de negro, sintiéndose ambos tan solos que ya nunca volvieron a mirar detrás.
Now, the bellhop's tears keep flowin'                                                    
And the desk clerk's dressed in black
Well, they've been so long on Lonely Street
Well, they'll never, they'll never look back
And they get so, they get so lonely, baby
Well, they are so lonely

They're so lonely, they could die

Por último, el afligido protagonista invita a aquellos a los que su chica los abandonó, si no tienen un lugar para vivir, tomar un paseo por el final de la calle solitaria hacia el hotel de los corazones destrozados donde se hallarán tan solos que podrían morir.

Well, now, if your baby leaves you
And you got a tale to tell
Well, just take a walk down Lonely Street
To Heartbreak Hotel
Where you will be, you will be lonely, baby
Well, you will be lonely

You'll be so lonely, you could die 

## En la cultura popular
En la serie televisiva ALF en el episodio "Mentes suspicaces" Alf está convencido de que su vecino es Elvis Presley (Interpretado por el cantante Pete Wilcox) y que la letra de Heartbreak Hotel posee un mensaje oculto que se relaciona con la teoría conspirativa que demostraría que Elvis en realidad está vivo. Willie por su parte le dice a Alf que el lugar para vivir que Elvis dice haber encontrado en la canción es el cementerio y no frente a la casa de los Oschmonek 
John Stamos interpreta la canción en uno de los episodios de la sitcom "Full House" cuando acepta ganarse un salario en un resto bar como imitador de Elvis. A lo largo de las distintas temporadas de la serie, el personaje de Jesse interpretado por Stamos demuestra tener una obsesión con Elvis Presley llegando a interpretar sus temas en diversas ocasiones También en la vida real, Stamos es un fan de Elvis y coleccionista de memorabilia del astro. 
Heartbreak Hotel es el título de una película de fantasía de 1988 interpretada por David Keith en el papel de Elvis 
La canción ha sido incluida en varias producciones de la franquicia Lilo & Stich ya sea en la versión animada de 2002  Lilo & Stich como en su homónima live action de 2025.